# Fêmea

O símbolo da deusa romana Vênus (deusa do amor) é, frequentemente, usado para representar o sexo feminino. Também é o símbolo alquímico para o cobre.

Fêmea (♀) é o sexo de um organismo, ou de uma parte de um organismo, que produz óvulos não móveis. Os mamíferos, incluindo os seres humanos, do sexo feminino possuem dois cromossomos X.
O oposto da fêmea na biologia é o macho.

## Características
Os óvulos são definidos como os gametas maiores em um sistema de reprodução heterogâmicos, enquanto os espermatozoides, gametas geralmente móveis e menores, são produzidos pelo macho. Um indivíduo do sexo feminino não pode se reproduzir sexualmente sem acessar os espermatozoides, com exceção de Partenogénese. Alguns organismos podem se reproduzir tanto como sexualmente e assexuadamente.
Não existe um único mecanismo genético por trás das diferenças sexuais em diferentes espécies e a existência de dois sexos parece ter evoluído várias vezes de forma independente em diferentes linhagens evolutivas. Os padrões de reprodução sexual incluem:
- espécies isogâmicas com dois ou mais tipos de acasalamento (mecanismos moleculares que regulam a compatibilidade em eucariotos que se reproduzem sexualmente) com gametas de forma e comportamento idêntico (mas diferentes em nível molecular),
- espécies anisogâmicas com gametas de homens e tipos femininos,
- espécies Oogâmicas, que incluem seres humanos em que o gameta feminino é muito maior do que o do sexo masculino e não tem capacidade de se mover. A Oogamia é uma forma de anisogamia. Há um argumento que este padrão foi impulsionado pelas restrições físicas sobre os mecanismos pelos quais dois gametas se reúnem conforme necessário para a reprodução sexual.[4]

Além da diferença no tipo de gameta produzido, as diferenças entre os machos e as fêmeas de uma linhagem nem sempre podem ser previstas pelas diferenças na outra. O conceito não está limitado a animais; células somáticas são produzidas por Chytridiomycotas, Diatomáceas, Oomycetes e plantas terrestres, entre outros.